# Greiffeneggschlössle (Freiburg im Breisgau)

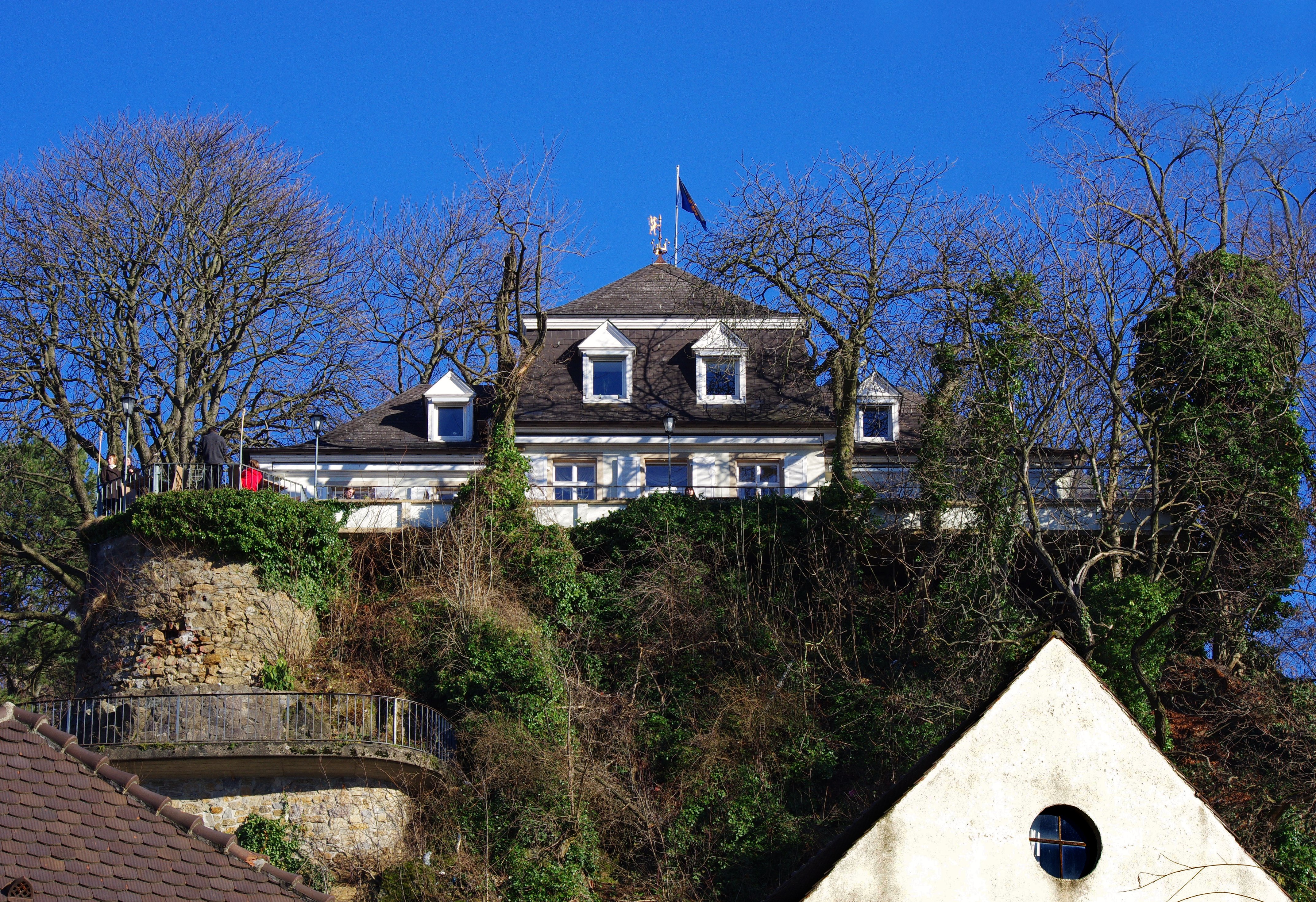
Das Greiffenegg-Schlössle auf dem Schlossberg in Freiburg

Das Greiffeneggschlössle ist einer der bekanntesten Aussichtspunkte der Stadt Freiburg. Es liegt am Schlossberg auf 300 m Höhe oberhalb des Schwabentores und unterhalb des Kanonenplatzes. Von dort hat man einen Blick beginnend beim Schwarzwald  über die gesamte Stadt bis zu den Vogesen und dem Kaiserstuhl. In den Gebäuden ist heute ein Restaurant mit Biergarten untergebracht.

## Geschichte

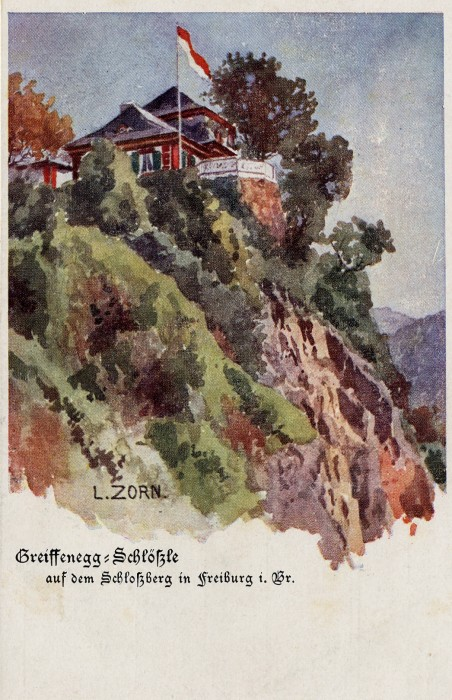
Postkarte nach einer Zeichnung von Ludwig Zorn

Im Jahre 1805 ließ sich der letzte österreichische Regierungspräsident des Hauses Habsburg Hermann von Greiffenegg seinen Altersruhesitz auf einer Nase des Schlossbergs und den Trümmern der Vauban’schen Festungsanlage bauen. Das Gelände war schon seit 1791 in seinem Besitz. Das Gebäude wurde als Landhaus im Empire-Stil errichtet und sollte Greiffenegg als Altersruhesitz dienen. Als Freiburg 1805 zum Großherzogtum Baden kam, legte Greiffenegg nach 45 Jahren treuer Dienste für das Haus Österreich seine Ämter nieder und zog sich 68-jährig deprimiert in sein Stilles Heiligtum zurück, wie er es nannte und in einen neben dem Eingang eingelassenen Stein einmeißeln ließ: Qvieti Sacrum, Herm. de Greiffenegg, anno MDCCCV.
Von Greiffenegg hat das Haus bis zu seinem Tod nur zwei Jahre bewohnt. Sein Sohn Hermann Gottlob von Greiffenegg, der als Soldat und Diplomat ein durch viele Dienstorte bedingtes unstetes Leben führte, erbte das Gebäude und lebte darin von 1833 bis 1840, bis er es aus finanziellen Gründen an die Ehefrau des Bierbrauers und späteren Stadtrats Franz Schaich verkaufte. Danach diente es bis heute durchgehend als Gastbetrieb, von 1841 bis 1908 im Zusammenhang mit der heute nicht mehr existierenden Schlossbergbrauerei, welche unmittelbar unterhalb des Schlösschens lag. Heute befindet sich am ehemaligen Ort der Brauerei der Gemeindevollzugsdienst der Stadt. Der Name Schlösschen für das Haus auf dem Schlossberg  ist zum ersten Mal im „Adreß-Kalender für das Jahre 1854“ schriftlich erwähnt.
Im Jahre 1876 verkaufte man den gewerblichen Teil des Geländes an den Bierbrauer Georg Stratz, dessen Witwe es 1885 an den Bierbrauer Georg Rommel weiterveräußerte. Damals nannte man das Landhaus nicht nach seinem Erbauer Greiffenegg-Schlössle, sondern nach den jeweiligen Besitzern das Stratz’sche und das Rommels’sche Schlössle. Die Stadt legte die Bezeichnung Greiffenegg-Schlössle 1914 als Wirtschaftsname fest, nachdem sie 1902 das Anwesen bei einer Zwangsversteigerung erworben hatte.

## Postkarte

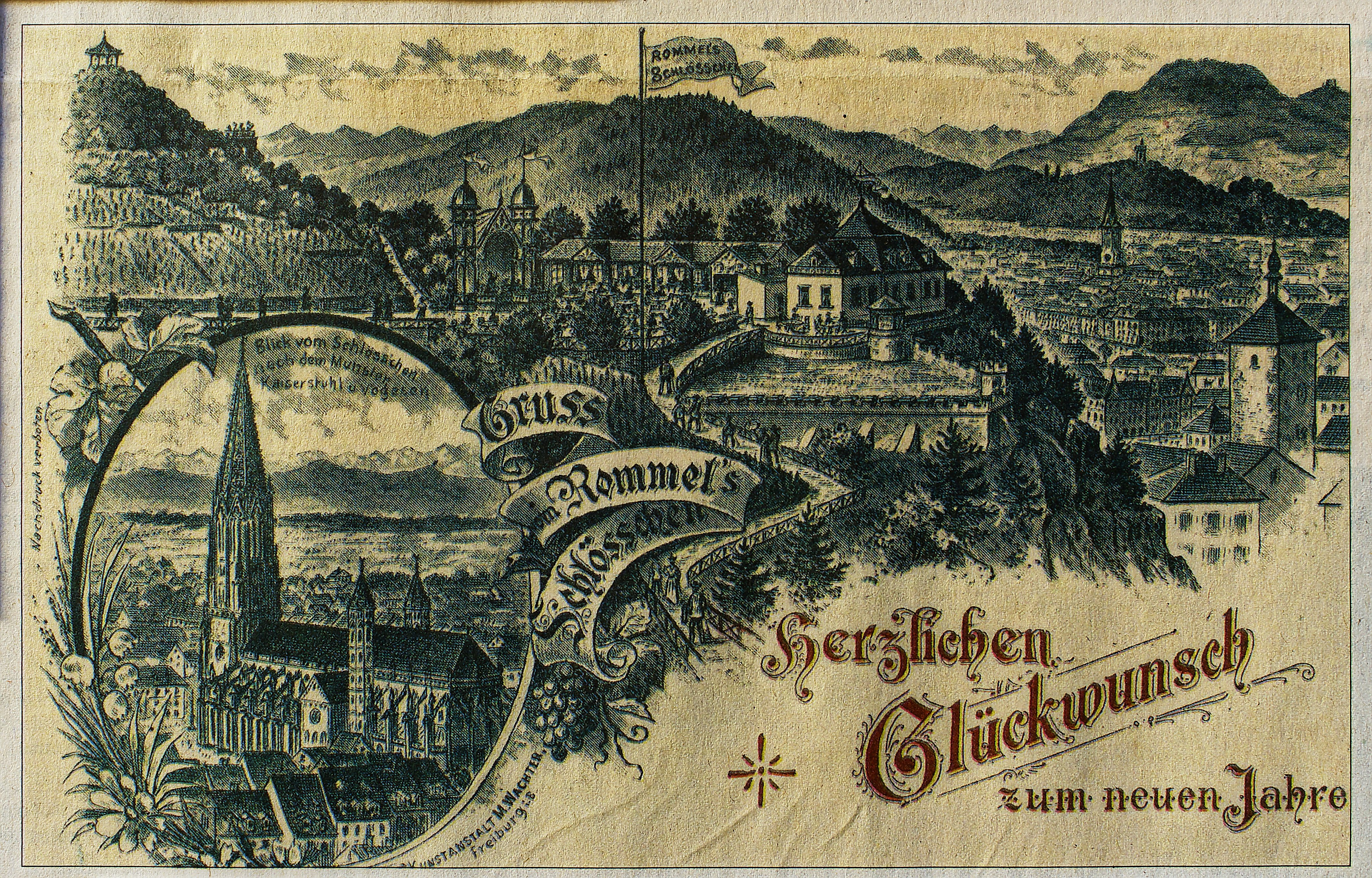
Das Greiffeneggschlössle in Freiburg

Die Lithographie von Michael Wachter zeigt das Greiffenegg-Schlössle aus der Zeit um 1897 mit den Nebengebäuden. Zu sehen sind auch der damals existierende Musikpavillon mit zwei Türmchen und die hölzernen Gartenhallen. Beide wurden 1910 abgerissen. Interessant ist das Türmchen vor dem Hauptgebäude, von dem heute nur noch der Unterbau existiert. In diesem befand sich eine Lochkamera (Camera obscura). Auf der Lithographie ist auch das noch nicht aufgestockte Schwabentor zu sehen.

## Besonderheiten
Zwei interessante Geschichten ranken sich um das Schlösschen. Beide fallen in die Zeit Hermann Gottlob von Greiffeneggs dem Sohn des Erbauers. Nach seiner zweiten Hochzeit mit Agathe Mauch, der Tochter eines Freiburger Sattlermeisters, zog auch deren Schwester Josepha mit auf den Schlossberg. Das gab innerhalb von kürzester Zeit zu wilden Gerüchten in der Freiburger Gesellschaft Anlass. Als sich ein befreundeter Arzt 1825 in Venedig zu der ménage à trois abfällig äußerte, tötete Gottlob von Greiffenegg seinen Freund in einem Duell. Von Gewissensbissen geplagt nahm Greiffenegg die zur Waisen gemachte Tochter des Freundes in sein Haus auf. Die zweite Geschichte ist mit der ersten verknüpft, denn als das Mädchen nach einigen Jahren angeblich erfuhr, wer ihren Vater umgebracht  hatte, stürzte es sich vom Schlössle aus in den Tod. Dieser Selbstmord wurde nie aufgeklärt.